# Kersenpedaalmot
De kersenpedaalmot (Argyresthia pruniella), vroeger kersenbloesemmot, is een vlinder uit de familie van de pedaalmotten (Argyresthiidae). De wetenschappelijke naam van de soort werd als Phalaena pruniella in 1759 gepubliceerd door Carl Alexander Clerck. De spanwijdte van de vlinder bedraagt 10 tot 12 millimeter. Het vlindertje komt verspreid over Europa, Klein-Azië en Noord-Amerika voor.

## Waardplanten
De waardplant van de kersenpedaalmot is kers, ook gekweekte soorten. Uitlopers van de plant worden samengesponnen tot een "nest" voor de rupsen.

## Voorkomen in Nederland en België
De kersenpedaalmot is in Nederland en in België een algemene soort, die verspreid over het hele gebied kan worden gezien. De soort vliegt van mei tot in september.